# Snežana Rakonjac
Snežana Rakonjac (Bijelo Polje, 1962.), crnogorska novinarka i urednica u Radio-televiziji Crne Gore. Završila Fakultet političkih znanosti. Autorica je više dokumentarnih serija i emisija koje istražuju recentnu crnogorsku povijest.
Radila je i u NIP "Pobjeda", listu "Liberal", magazinu Montenegro tribune, na Radiju Antena M i Free Montenegro i bila dopisnica novinske agencije Onasa.
Dokumentarni serijali
- Od izbora do izbora (četiri epizode),2006.
- Prevrat '89. (pet epizoda), 2009.
- Rat za Dubrovnik'(sedam epizoda), emitiran na prvom i satelitskom programu Televizije Crne Gore 2010. godine, te na Hrvatskoj radio-televiziji i Televiziji Bosne i Hercegovine 2011.

Dokumentarna emisije
- Svjedoci jednog stoljeća (koautori Tanja Šuković i Sanja Blečić), 2004.